# Droits LGBT en Érythrée
Les droits LGBT ne sont pas reconnus en Érythrée. Les actes homosexuels sont illégaux dans le pays et sont passibles d'une peine pouvant aller jusqu'à trois ans de prison. Les personnes LGBT sont régulièrement poursuivies par le gouvernement et sont stigmatisées par l'ensemble de la population.

## Loi sur les activités sexuelles
Les activités sexuelles entre personnes du même sexe sont illégales en Érythrée. L'activité sexuelle entre personnes du même sexe est interdite par la section II du code pénal de 1957, transmis par l'Éthiopie après l'indépendance et lui-même issu de la colonisation britannique,. En vertu de l'article 600, les « délits charnels contre nature » peuvent être punis d'une peine d'emprisonnement allant de dix jours à trois ans. 

## Adoption
Les couples homosexuels ne peuvent pas adopter en Érythrée.

## Conditions de vie
Le Haut Commissariat des Nations unies pour les réfugiés affirme que des tabous existent contre les comportements homosexuels en Érythrée. De même, le Département d'État des États-Unis signale que les gays et les lesbiennes sont confrontés à une discrimination sociétale sévère. La sensibilisation du public à l'existence des minorités sexuelles et de genre est limitée, sauf au sein des organismes d'application de la loi chargés de combattre l'homosexualité mais aucun groupe ou organisation LGBT n'est connue dans le pays. La discrimination sociale est exacerbée par l'illégalité de l'homosexualité, ce qui entraîne une augmentation des cas d'abus et de harcèlement à l'encontre des gays et des lesbiennes. 
Les gays et les lesbiennes qui servent dans l'armée érythréenne sont soumis à de graves abus, bien que ces rapports n'ont pas été confirmés. En 2002, un demandeur d'asile au Royaume-Uni déclare que lui et son partenaire, tous deux dans les forces armées, ont subi des violences physiques et verbales, y compris des menaces, de la part de leurs supérieurs et de leurs camarades de combat. 